# Rumieniec cukrzycowy
Rumieniec cukrzycowy (łac. rubeosis diabetica) – czerwonawe zabarwienie skóry, najczęściej w obrębie twarzy, ale również rąk i stóp, występujące u osób z wieloletnią, niewyrównaną cukrzycą. Rumieńcowi towarzyszy wypadanie brwi.
Przyczyną rumieńca cukrzycowego są rozszerzenia naczyń i mikrotętniaki związane z mikroangiopatią skóry w przebiegu cukrzycy.